# Šukalo
Šukalo je priimek več znanih Slovencev:
- Goran Šukalo (*1981), nogometaš